# 아사히 (열차)
아사히(일본어: あさひ)는 1982년부터 동일본 여객철도가 운영하는 조에쓰 신칸센에서 운행개시된 고속열차로 아사히의 어원은 일본어로 아침을 의미한다.
운행 당시 2시간이 소요되었고, 조모코겐 ~ 우라사 구간 운행 시 200계 F90편성으로 영업 최고 속도는 275 km/h를 운행했다. 전 구간 운행 시 1시간 40분이 소요된다. 2008년 기준으로 도키 등급으로 1시간 37분이 소요되었고 영업 최고 속도는 240 km/h로 운행했다.

## 역사

### 일본국유철도시절
1960년 11월 1일에 니가타에서 센다이까지 운행하는 특급열차로 신설되었다. 1982년에 조에쓰 신칸센 개통과 동시에 베니바나(일본어: べにばな)호 변경이 되었다.

### 신칸센 시절
1982년에 조에쓰 신칸센 개통과 동시에 오미야에서 니가타까지 운행하는 노선으로 운행했다. 1990년에 슈퍼 아사히(일본어: スーパーあさひ)의 도입으로 최고 영업 속도 275 km/h 상향 조정이 되었다. 도키의 경우 전 역 정차인 반면 이 열차는 쾌속 등급에 해당되었다. 1991년에 오미야에서 우에노, 도쿄까지 연장 운행되었다. 1994년에 E1계를 도입했다. 1997년 10월에 도키와 통합되었다. 그와 동시에 별도로 다니가와를 신설했다. 1998년에 E2계를 도입했다. 2001년에 E4계를 도입했다. 아사마와 이름이 비슷하여 헷갈릴 수 있다는 이유로 2002년 12월 1일에 도키로 변경되었다.

## 기타 유형

### Max 아사히
Max 아사히(일본어: Max あさひ)는 아사히중 2층 차량을 이용하는 고속열차의 명칭으로 주로 E1계, E4계 차량을 의미한다.

## 정차역
- 운행 당시 혼조와세다의 경우 개통되지 않았다.
- 당시 필수 정차역은 오미야, 다카사키, 나가오카이다.
- 일부 시간대에 한해 쓰바메산조, 에치고유자와, 조모코겐에 정차하였다.
- 구마가야, 우라사의 경우 정차하지 않았다.

| 도쿄                           | 우에노 | 오미야 | 구마가야 | 다카사키 | 조모코겐 | 에치고유자와 | 갈라유자와 | 우라사 | 나가오카 | 쓰바메산조 | 니가타 |
| ------------------------------ | ------ | ------ | -------- | -------- | -------- | ------------ | ---------- | ------ | -------- | ---------- | ------ |
| ●                              | ●      | ●      | ↔        | ●        | ■        | ■            | ↔          | ↔      | ●        | ■          | ●      |
| ●＝정차；■＝일부 정차；↔＝통과 |        |        |          |          |          |              |            |        |          |            |        |

## 운행 열차

### 퇴역 및 과거 운행 열차
- 200계
- E1계 (Max 아사히)
- E2계
- E4계 (Max 아사히)

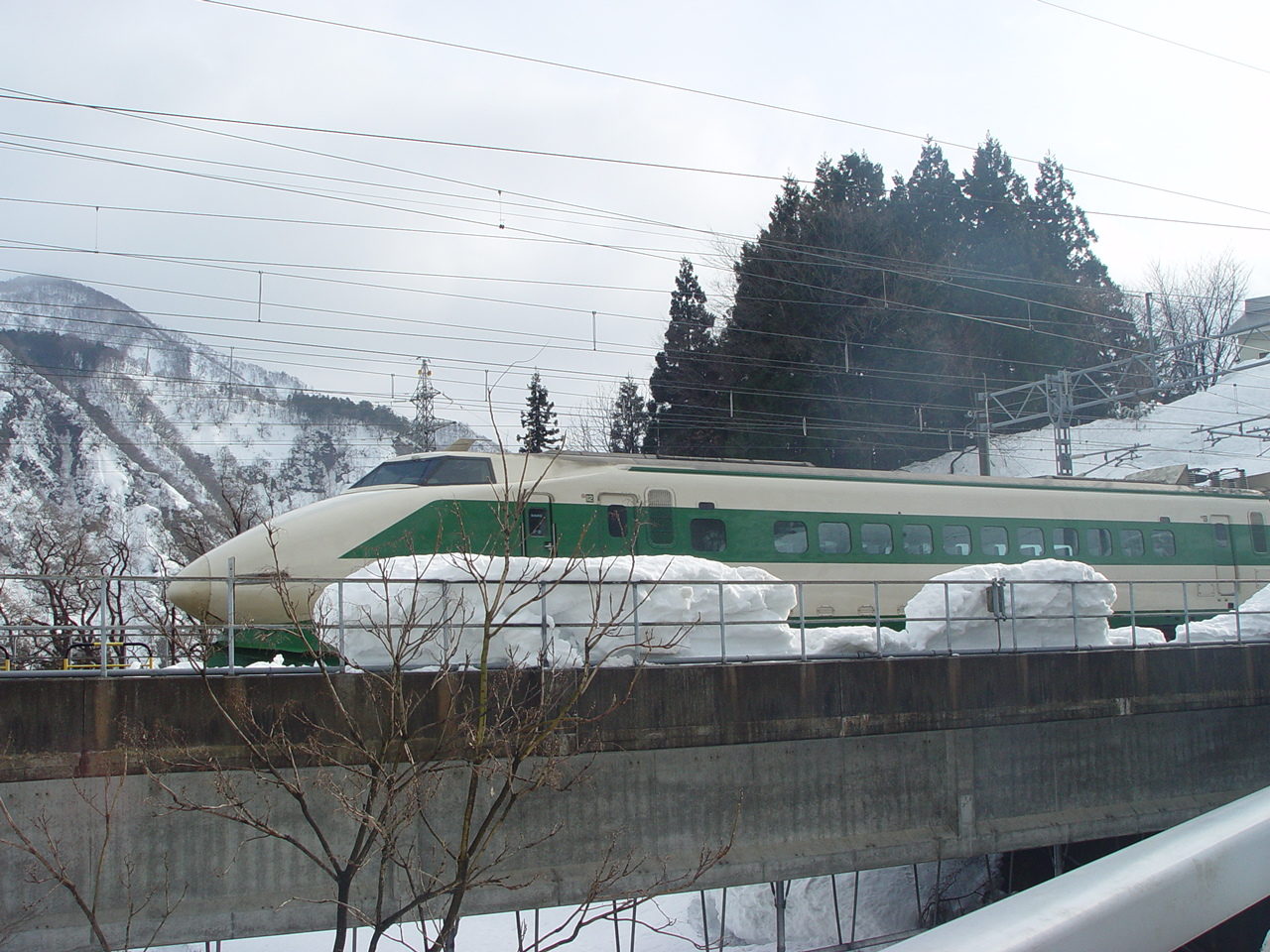
신칸센 200계
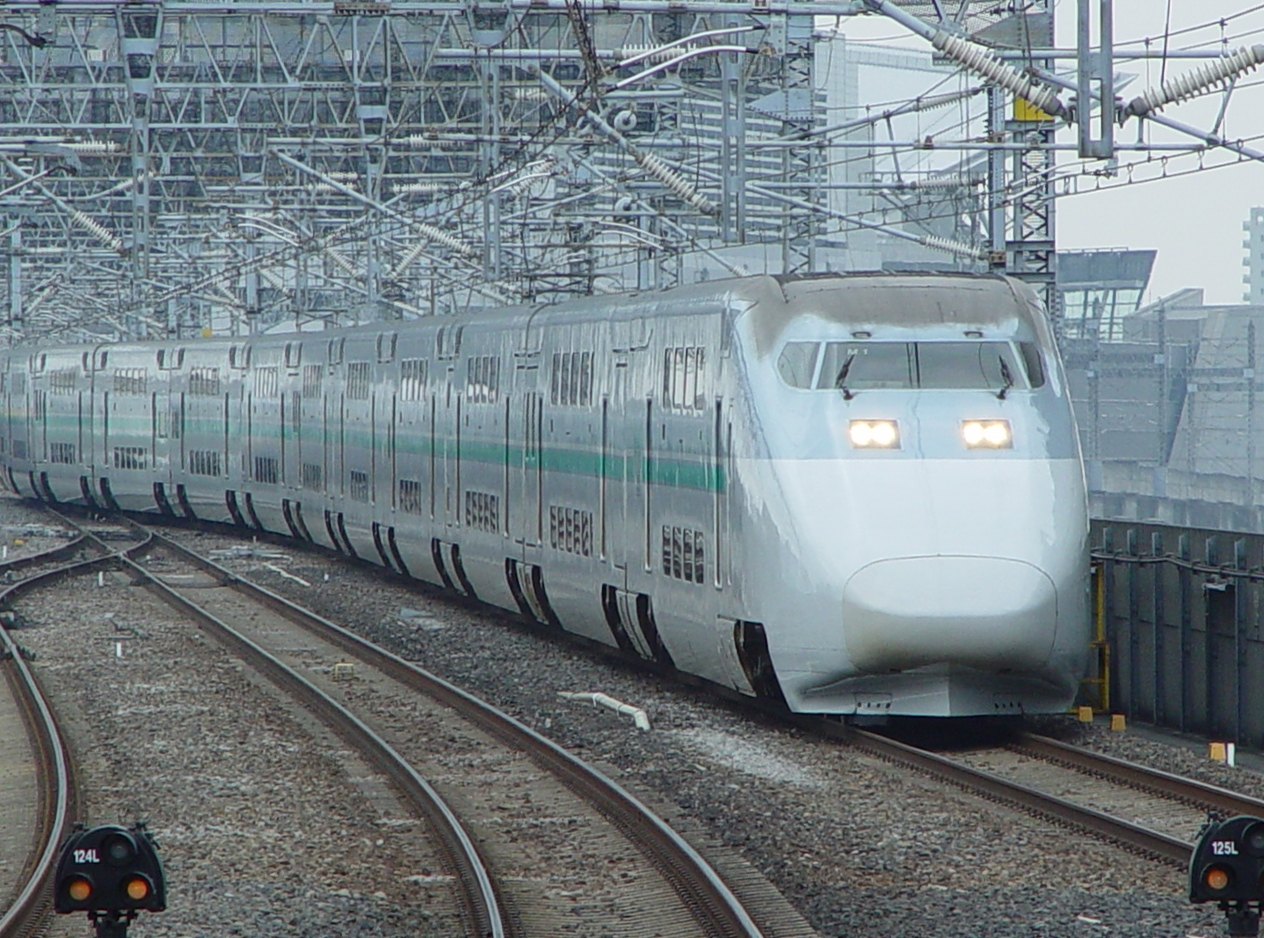
신칸센 E1계
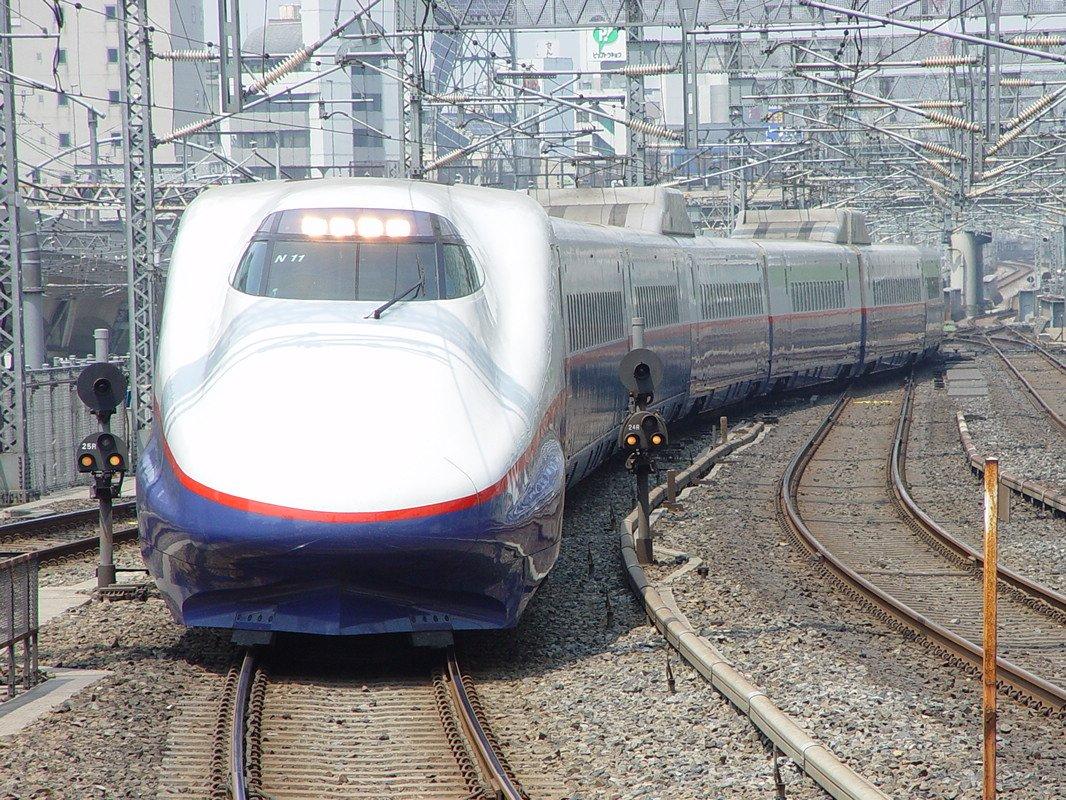
신칸센 E2계
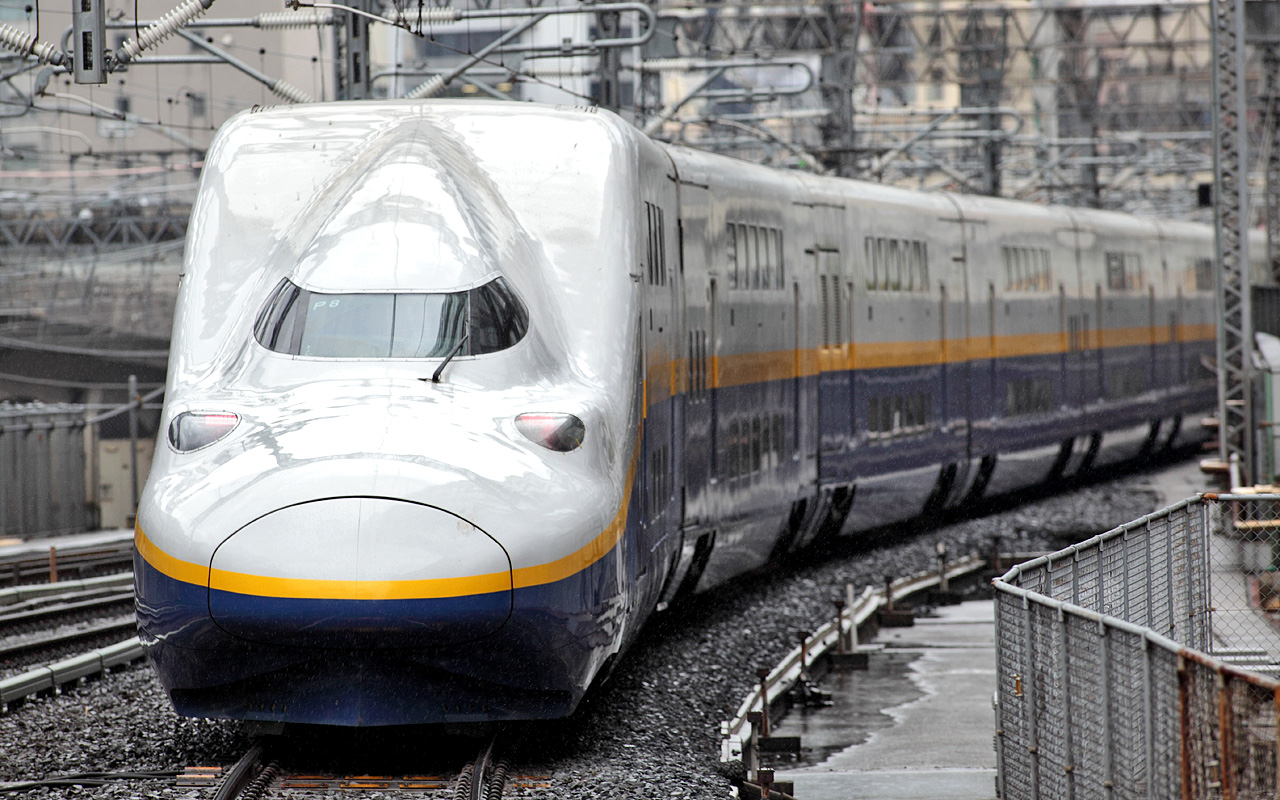
신칸센 E4계

## 객차 구성

### 200계
| 호차 | 1      | 2      | 3      | 4      | 5      | 6      | 7      | 8                                   | 9      | 10     |
| ---- | ------ | ------ | ------ | ------ | ------ | ------ | ------ | ----------------------------------- | ------ | ------ |
| 좌석 | 자유석 | 자유석 | 자유석 | 자유석 | 자유석 | 지정석 | 지정석 | 지정석                              | 그린차 | 지정석 |
| 시설 | 화장실 |        | 화장실 | 전화   | 화장실 |        |        | 장애인 시설 장애인 좌석 전화 화장실 | 화장실 |        |

### E1계
| 호차 | 1      | 2      | 3      | 4           | 5      | 6      | 7      | 8                              | 9                              | 10            | 11     | 12     |
| ---- | ------ | ------ | ------ | ----------- | ------ | ------ | ------ | ------------------------------ | ------------------------------ | ------------- | ------ | ------ |
| 좌석 | 자유석 | 자유석 | 자유석 | 자유석      | 지정석 | 지정석 | 지정석 | 지정석                         | 그린차                         | 그린차        | 그린차 | 지정석 |
| 좌석 | 자유석 | 자유석 | 자유석 | 자유석      | 지정석 | 지정석 | 지정석 | 지정석                         | 지정석                         | 지정석        | 지정석 | 지정석 |
| 시설 | 화장실 |        |        | 화장실 전화 | 화장실 |        | 전화   | 장애인 시설 장애인 좌석 화장실 | 장애인 시설 장애인 좌석 화장실 | 다목적실 전화 |        | 화장실 |

### E2계
| 호차 | 1      | 2      | 3      | 4      | 5      | 6      | 7                              | 8                |
| ---- | ------ | ------ | ------ | ------ | ------ | ------ | ------------------------------ | ---------------- |
| 좌석 | 자유석 | 자유석 | 자유석 | 지정석 | 지정석 | 자유석 | 그린차                         | 지정석           |
| 시설 | 화장실 |        | 화장실 | 전화   | 화장실 |        | 장애인 시설 장애인 좌석 화장실 | 장애인 좌석 전화 |

### E4계
| 호차 | 1      | 2      | 3      | 4      | 5           | 6           | 7      | 8                       |
| ---- | ------ | ------ | ------ | ------ | ----------- | ----------- | ------ | ----------------------- |
| 좌석 | 자유석 | 자유석 | 자유석 | 자유석 | 지정석      | 지정석      | 그린차 | 그린차                  |
| 좌석 | 자유석 | 자유석 | 자유석 | 자유석 | 지정석      | 지정석      | 지정석 | 지정석                  |
| 시설 |        |        | 전화   |        | 장애인 시설 | 장애인 좌석 | 전화   | 장애인 시설 장애인 좌석 |